# Rejon dołgorukowski
Rejon dołgorukowski (ros. Долгоруковский район) – jednostka administracyjna w Rosji w południowo-zachodniej części obwodu lipieckiego.
Centrum administracyjnym rejonu jest sieło Dołgorukowo.

## Geografia
Powierzchnia rejonu wynosi 1013,23 km².
Graniczy z obwodem orłowskim oraz rejonami izmałkowskim, jeleckim, zadońskim i tierbuńskim obwodu lipieckiego.
Główne rzeki rejonu: Snowa, Terek, Ołym i Sosna.

## Historia
Historia tych ziem rozpoczyna się w 1650 roku. Na przełomie XVIII i XIX wieku otrzymał ją jeden z dowódców wojny 1812 roku książę i generał Dołgorukow, nazywając Bratowszczyzną. Osiedlili się tam w głównej mierze ludzie przeniesieni z innych posiadłości księcia. W 1894 roku rozpoczęto budowę linii kolejowej Jelec – Kastornoje – Wałujki. Jesienią 1897 roku przez Bratowszczyznę przejechał pierwszy pociąg. Dla uhonorowania tego zdarzenia stacja kolejowa została nazwana Dołgorukowo. Nazwa ta została przeniesiona na przystacyjne osiedle, ale jego najstarsza część w dalszym ciągu zachowała nazwę Bratowszczyzna.
Rejon dołgorukowski powstał 24 czerwca 1928 roku.

## Demografia
W 2006 roku rejon liczył 20 800 mieszkańców zamieszkałych w 97 miejscowościach.

## Podział administracyjny
W skład rejonu wchodzi 14 wiejskich jednostek administracyjnych.
- dołgorukowska
- żernowska
- bolszebojowska
- slepuchińska
- dubowiecka
- mieńszekołodzieska
- wiazowicka
- wiesiołowska
- wierchniełomowiecka
- stiegałowska
- dołguszyńska
- swiszeńska
- wojskowokazińska
- gryzłowska